# شهرستان فلوید (تگزاس)
شهرستان فلوید، تگزاس (به انگلیسی: Floyd County, Texas) یک سکونتگاه مسکونی در ایالات متحده آمریکا است که در تگزاس واقع شده‌است.

## خصوصیات
شهرستان فلوید ۲٬۵۷۱٫۸۷ کیلومترمربع مساحت دارد.